# Lilibeth Morillo
Lilibeth Rodríguez Morillo é uma atriz, cantora, compositora e animadora venezuelana, filha da cantora e atriz Lila Morillo e do famoso cantor José Luis Rodríguez "El Puma". Tem como irmã Liliana Rodríguez Morillo e como meia-irmã Génesis Rodríguez.

## Biografia
Lilibeth iniciou no meio artístico quando o senhor Arquímedes Rivero a chamou para interpretar a personagem de Andreina Colmenares na telenovela Maribel, junto a sua irmã Liliana e sua mãe Lila. Mesmo com apenas quatro anos de idade, Lilibeth subiu ao cenário para dar início a sua carreira artística. Também participou em vários comerciais, ao lado de seus pais na Venezuela, sendo o mais famoso e ainda lembrado o do sabão ACE, na década de 70. Após, foi estudar na cidade de Nova Iorque, no Lee Strasbeg Institute of Theatre, onde enriqueceu como atriz e cantora.
Seu primeiro papel protagônico, o qual a lançou ao estrelato foi na telenovela Pura sangre, produzida pela RCTV. Além desta, protagonizou outras telenovelas, como María de los Ángeles e El amor las vuelve locas, etc.
Em 2008, grava a telenovela Alma indomável, onde interpreta a frívola e ardilosa Abigail Richardi sendo muito conhecida no Brasil, onde a trama foi exibida pela Rede CNT, em 2010.
Em 2009, passa por problemas com seu pai e declara à imprensa que ela e sua irmã Liliana haviam rompido qualquer contato com seu pai. Em 2010, participa, junto de sua mãe e irmã, no Miss Venezuela 2010, em uma homenagem ao estado natal de sua mãe, o Zulia, onde realizou-se o concurso. Também nesse ano, junto de sua mãe, participa na minissérie evangélica Redención de amor, produzida pelo canal Enlace TV.

## Carreira

### Televisão
- Maribel - Andreina Colmenares (RCTV, 1989)
- Mundo de fieras - Tami Soriano (Venevisión, 1991)
- Por estas calles - (RCTV, 1992-1994)
- Pura sangre - Corazón (RCTV, 1994-1995)
- María de los Ángeles - María de los Ángeles (RCTV, 1997)
- Enséñame a querer - Adriana (Venevisión, 1998)
- Enamorada - Cristina (Venevisión, 1999)
- Viva la Pepa] - María José Maneiro "Mari Pepi" (RCTV, 2000-2001)
- La niña de mis ojos - María de la Luz Centeno (RCTV, 2001-2002)
- El amor las vuelve locas - Fernanda Santana (Venevision, 2005)
- La viuda de Blanco - Haydée Blanco Albarracin (Telemundo, 2006)
- Alma indomável - Abigail Richardi (Venevisión, 2008)
- Redención de amor - Perla Miranda/Pura Miranda (Enlace TV, 2010)
- "'Mi ex me tiene ganas - Soledad linares

### Séries
- 2005 Decisiones (Capítulo: Adictos) - Telemundo
- 2006 Lotería (Capítulo: Dos Evas para un Adrían) - Telemundo

### Filmes
- 2006 Chao Cristina - Cristina (RCTV)

### Programas
- 2003 El gordo y la flaca
- 2004 Noche de estrellas: Premio lo Nuestro 2004

### Concursos
- 2007 Camino a la fama - Jurada (Televen)